# Cumbia andina mexicana
La cumbia andina mexicana es una variante de la cumbia mexicana como fusión directa y derivada de la cumbia de Colombia y folclore musical andino sudamericano de países como Chile, Perú, Ecuador y Bolivia entre otros, en diferentes grados de influencia de cada uno de estos países, y es a su vez, aunado al estilo de la cumbia mexicana, sus principales influencias tomadas de estos países es el huayno, la saya y el Sanjuanito que varía a su vez en cada región sudamericana.

## Diferenciación del término
La Cumbia Andina Mexicana (término que se aplica en el extranjero) es conocida en México simplemente como "Cumbia andina" (en lo general como término), generalmente asociado a toda música mezcla de música folclórica sudamericana clásica continental con base o fusión de cumbia grabada por grupos mexicanos dentro del país, pero el término difiere y no se aplica a lo que se utiliza en Perú al término homónimo "Cumbia andina" (en éste caso, peruana) de musicalización o estilo musical distinto a la que se asocia dentro del Perú generalmente al uso de elementos de Huayno peruano de la región andina fusionado o con base en cumbia, aunado al característico uso de la guitarra eléctrica (pero no único en la cumbia en lo particular) emulando a las arpas ahuaynadas grabados sea por grupos provincianos o capitalinos peruanos.
En Bolivia el término también es usado para grupos de cumbia locales con estilos mezclados de cumbia y ritmos folclóricos propios del país y grabados dentro de la misma Bolivia, aunque se engloba dentro del término también a las cumbias importadas del Perú hacia Bolivia como "Cumbia Andina" o también a veces referida como "Música Chicha".
En Ecuador se dio un auge de combinación de sonidos de albazos, pasacalles y sanjuanitos combinados con sonidos andinos de vientos y guitarras como en los valses, esta cumbia del Ecuador no fue llamada andina sin embargo, los sonidos reflejados en muchas grabaciones de grupos como Los corazas denotan este estilo que no se le llamó "andino" pero que fue muy popular en aquel país durante los años 70.
A la cumbia andina peruana en México se le ha incluido y englobado dentro del término "cumbia peruana" en lo general sin ninguna distinción particular de otras variantes como la cumbia costeña, cumbia huarochirana, la chicha, la cumbia sureña y la cumbia selvática o amazónica del Perú ya que toda cumbia proveniente de este país en particular es llamada así, "Cumbia peruana" y aunque el término "Cumbia Andina" se creó en Perú, para México este término era desconocido hasta la aparición de la Cumbia Andina Mexicana.
En el norte del estado de California, EUA a la Cumbia Andina Mexicana los Mexicanos y Latinos de esta región, a mediados del 2008 comenzaron varios nombres para este género nombrándolo tales como: Cumbia Folclórica, Cumbia Indígena, Cumbia Instrumental, Cumbia Mestiza, Cumbia Negra o Cumbia Sentimental.

## Antecedentes en México
Desde la década de los años 60 y hasta finales de los 80, en México el estilo de cumbia más popular era la tropical, es decir, cumbias con orquesta de vientos metálicos, así pues, la mayor parte del repertorio musical sudamericano introducido en el país era seleccionado únicamente de este estilo por las disqueras nacionales, prácticamente cualquier otra influencia de otros tipos de cumbias fueron desconocidas en el país porque nunca se comercializaron, sin embargo, en el ambiente "underground" de los sonideros, algunas grabaciones pudieron colocarse en el mercado negro de la música.
Hacia el año 1990 el ritmo de cumbia colombiana había registrado cierto descenso en popularidad debido a la invasión de la música salsa que había aumentado su popularidad, por lo que los diversos grupos de cumbia mexicana comenzaron a desaparecer del mercado discográfico por su desintegración y muchos se mantuvieron grabando frente al embate de la Salsa, Discos Peerless y Discos Musart lanzan al mercado en proporción más LP de Salsa que de grupos de Cumbia, el prensado del LP de cumbia era considerablemente menor al de Salsa.
Aunque Discos Peerless en el año 1985 (años antes y años después también otras disqueras como Discos Gas con Yímbola Combo un grupo tropical mexicano) habían intentado incluir Salsa dentro del furor de la cumbia mexicana y colombiana algunos temas como "Adiós de Tania" y "Condenado a muerte" de Fruko (Julio Estrada) aparecerían en uno de los volúmenes de la serie mítica de acetatos llamados "Tequendama de Oro" (Vol 4.) el panorama discográfico era predominantemente Cumbia, en el radio se vivía el mismo fenómeno, y en el ambiente sonidero dependía de las zonas y gustos particulares de cada barrio de la capital mexicana y en menor medida en el interior del país donde predominaban grupos de Cumbia mexicana, así pues grupos de Colombia y otros países como Napelao y Los rivales, Sonora Dinamita, Los graduados, Los Hispanos, La típica RA7, entre muchas otras ocupaban gran parte de espacio sonidero de la época, provenientes de las más prominentes empresas disqueras colombianas de la época, como "Discos Fuentes Ltda", "Industrias Fonográficas Victoria - Discos Victoria", "Industria electrosonora (Discos Sonolux)", "Compañía Colombiana De Discos S.A. - (Codiscos)".
Es hasta que en año 1987 comienza a escucharse a través de los DJ's o sonideros de la capital de México diversos temas de gran éxito en otros países como Puerto Rico, Colombia, y otros países del Caribe y Centroamérica, de música Salsa, y con ello, las empresas nacionales discográficas consiguen licencias para distribución del nuevo fenómeno de Salsa, Discos Musart da el primer paso con su mítica serie de discos anual llamada "Salsa Colección Estelar" en el año 1988, que fue un éxito rotundo y era una compra obligada incluso para aquellos que no gustaban mucho de la música tropical pero que querían conservarlos por la moda en las fiestas y demás eventos sociales (LP que años después fueron rematados en mercados ambulantes del centro de la ciudad como Tepito, rotos y llevados a la basura por haber pasado de moda o vendidos en mercados electrónicos nacionales por dueños que no querían realmente coleccionarlos) así llega el primer LP "Salsa Colección Estelar 88" con diversos éxitos de Salsa de grupos como Lalo Rodríguez, Eddie Santiago, Willie González, Frankie Ruíz y Germán Carreño. Al año siguiente seguirían los éxitos de Discos Musart pero dejaría un poco de lado a los grupos de cumbia mexicana que grababan para su fábrica y que se comercializaban en su mayor parte en el interior de la república a través de su serie Tropirollo muchas veces versión cover con grupos que no grabaron originalmente temas de cumbia éxitos como "La coloreteada" de Los Mier o "Juana la Cubana" de Chucho Pinto y Los Kassino regrabadas con licencia por "Grupo i" por lo que la calidad comenzaba a decaer ante la estilización y consagración de la Salsa en México.
La tendencia de Salsa y sus éxitos aumentaron trayendo a México a otros grupos colombianos, como Grupo Niche, venezolanos como Oscar D' León y muchos otros de diversas latitudes del continente desde los años 1988 hasta 1993 donde incluso se llegaron a volver populares cosas como "Salsa Rap" y el embate de la Salsa fue tal que incluso en el Japón, se creó "La orquesta de la Luz" con músicos de nacionalidad nipona que fueron, por su rareza, muy solicitados en Latinoamérica e hicieron apariciones incluso en programas nacionales como el llamado "En vivo", programa conducido por Ricardo Rocha de la empresa Televisa.
La cumbia para estos entonces había perdido popularidad y cada vez se escuchaba menos cumbia en el centro del país y la mítica radiodifusora del Distrito Federal, "La TropiQ" programaba en su mayor parte Salsa y en particular Salsa romántica que predominó en el continente aunque tenía dedicado un tiempo a la Cumbia y otros ritmos, era menor, la cumbia con todo y esto, mantenía su popularidad en el interior del país con sus diversas variantes.

## Inicio y desarrollo
En el país, ya se tenía desde hacía mucho tiempo arraigo de música folclórica sudamericana en diferentes regiones de la república, existen diversas asociaciones que engloban a músicos de esta música en particular en el continente y con representación en México, por lo que de alguna manera la música andina sudamericana ya tenía espacio y cabida en el gusto del público aunque desde luego no a gran escala como los ritmos nacionales y si acotado a una serie de éxitos clásicos muy específicos por ejemplo de Bolivia.
No es hasta el año 1991 la compañía discográfica "Audiocintas, Fonogramas y Compactos (AFC)", empresa pequeña que se dedicaba primordialmente a la grabación de grupos desconocidos comercialmente impulsó a grupos que regrababan muchos temas clásicos del repertorio mundial en folclore sudamericano y eran promocionados por la misma a muy baja escala comercial precisamente por la poca capacidad de la empresa (ya desde años antes se comercializaba música de este tipo por diversas fonográficas nacionales), así se podían encontrar dentro de la producciones de AFC covers en folclore de Beatles o cantantes de bolero romántico mexicano, dentro de las producciones hechas por esta compañía se caracterizaba principalmente por grupos de folclore andino sudamericano y de cumbia, los estudios de grabación eran diversos pero los más comunes eran Indimex y  Lagrab México Estudio de grabación del ingeniero Salvador Laure Hijo del Rey del Trópico Mike Laure que aparentemente eran socias de AFC que fungía como maquila de discos y casetes aunado a la comercialización y distribución, así por ejemplo surgieron al mercado una serie de produccciones llamadas "Percusión Colombiana" en varios volúmenes de esta compañía en el año de 1991, dicha producción ya tenía cortes musicales de fusión de cumbia colombiana con folclore andino sudamericano (hecho con sintetizadores) y mariachi aun antes que cualquier otro grupo de éxito, pero en dicha producción no se indicó en la portada de que grupo fue el que lo grabó, mientras en otras producciones como "20 éxitos del folclore latinoamericano" de 1992 que llevaba en la portada un sillón en forma de un par de labios y un par de cuadros en la pared simulando un par de anteojos negros, producción ejecutada por el Grupo Kawsay, este grupo fue mencionado por primera vez como ejecutante por la disquera.
Estos casetes y CD originales de folclore y cumbia a bajo costo era común encontrarles solamente a la venta en el comercio ambulante de sitios turísticos como el bosque de Chapultepec y el centro de la ciudad como curiosidad y en poco tiraje en las tiendas formales de discos ya que eran mezclados con producciones de folclore sudamericano principalmente de grupos bolivianos como Los Kjarkas o chilenos como Los Jaivas a un precio que oscilaba entre los $N25 y $N50 nuevos pesos (USD$3 aprox).
La primera aparición del que en el futuro sería el creador de la Cumbia Andina Mexicana el grupo mítico Los Askis en el medio discográfico fue en el año de 1994 en el CD y casete de Discos AFC titulado, "Un Viaje A Través Del Folclore Latinoamericano" al lado del Grupo Kawsay donde se tenían diversos temas tanto de folclore sudamericano como temas mexicanos del repertorio romántico adaptados en folclore andino, aún no se apreciaban los sonidos de la futura Cumbia Andina Mexicana, estos soportes no solo fueron comercializados en México si no también en el extranjero, donde más se les conoció.
Así pues es entre el año de 1994 que surge el sonido de Cumbia Andina Mexicana en manos de Los Askis en el primer exitoso álbum de AFC, "Carnaval Tropical", donde se conjuga a Los Askis a lado de otras agrupaciones como Luis Cárdenas que tenía un estilo de cumbia distinto a Askis, en el disco se graban covers de temas conocidos, Askis interpreta la versión del desaparecido grupo peruano siete años antes llamado "Cuarteto Continental" titulado "Adiós Paloma" del también peruano Manuel Mantilla pero a diferencia del estilo de cumbia con acordeón diatónico colombiano de la agrupación peruana, fue hecho en estilo de la naciente Cumbia Andina Mexicana con una portada naranja y una paloma blanca en el centro, el tema no se sabe bien si ya disponían de él los sonideros o no porque en el mismo año en los discos y casete piratas aparecía deformada en velocidad el tema "Adiós Paloma" con el Cuarteto Continental y esta aparición en México del tema éxito por varios años de "Adiós Paloma" en el mercado e incluso llevado después a la radio nacional del Cuarteto Continental (de lo cual, se desconoce, con quien las radiodifusoras obtuvieron licencia para su difusión, ya que INFOPESA, su grabadora había desaparecido en Perú en la década anterior) no se sabe si se debe a la inclusión de los sonideros del tema del Cuarteto Continental de "Adiós Paloma" como influencia hacia la versión de Los Askis o al revés, aunque sí cabe resaltar que después de la regrabación de Los Askis fue muy popular la versión original del Cuarteto Continental incluida en el LP "Éxitos de Oro" de 1985 bajo el sello "Palladium - Infopesa" en voz del fallecido vocalista peruano Julio Mau Orlandini quien al igual que Claudio Morán, alcanzarían gran popularidad en la década de los 80's en su país de origen cuando formaron parte del grupo Cuarteto Continental, así el tema fue popular también en México muchos años después a través de los sonideros ya que jamás se comercializaron en el país, salvo excepciones muy específicas a través de Discos Peerless que tuvo convenio con las desaparecidas empresas peruanas Infopesa, Discos El Virrey, Sonoradio, Nazareno Producciones y la sobreviviente Iempsa.
Askis continuaba la consolidación del sonido de Cumbia Andina Mexicana, un tema de éxito que se colocó rápidamente en las principales radios gruperas de principio de 1995 fue "Te regalo mi corazón", que constantemente se programaba en la estación de radio llamada "Radio Uno" bajo la dirección de Mario Córdoba, que entre sus locutores tenía a Jorge Alberto Aguilera, quien también hacía trabajos de locución para Chabelo y los comerciales de Sanborns hasta la fecha. "Te regalo mi corazón" sonaba de día y de noche y se incluía en varios programas de Radio Uno ya que era una estación que apoyaba a nuevos grupos tropicales de varias disqueras, entre ellas las pequeñas y principalmente las de Discos Orfeón. Uno de esos programa fue "El gran baile" que se transmitía por las noches. Aunque en un principio los sonidos folclóricos de quenas y flautas fueron emulados con sintetizador, los Askis con su tema "Desde Lejos" ya tenía todo el sonido de cumbia andina tal como se conoce en esta segunda producción de Los Askis para Discos AFC, el éxito fue tal que inmediatamente fue copiado en el mercado negro a gran escala y utilizado por los sonideros, y su irrupción en la radio, AFC apostó por continuar conservando al grupo con otra producción llamada "El rey de la cumbia" cover de un éxito colombiano de cumbia del grupo "Son Cartagena" un tema rítmico de pronunciadas percusiones de tambor y el uso desmedido de gaita colombiana grabado para la discográfica Compañía Colombiana de Discos "Codiscos" de Medellín, debido al uso de esas gaitas, es que se pudo realizar la adaptación a los instrumentos utilizados por Askis, aunque fue comercializado años antes en el país por Discos Musart en el volumen 5 de "Cumbias del Millón" de 1992-1994 antes de ser regrabado en estilo andino por Askis, así, junto con otros temas, ya se habían afianzado en el estilo por el uso de instrumentos folclóricos por casi por primera vez, con un éxito rotundo, poco tiempo después harían su aparición en el mercado discográfico agrupaciones del mismo estilo, así surge primero su principal rival musical en Cumbia Andina hasta la fecha, "Los Llayras" que lanzan su primer álbum en 1995 "Corazón adolorido - El Nuevo Sonido Andino De La Cumbia". "Te regalo mi corazón" había sido antes grabado por Los Askis, los sonideros retitularon a "Corazón adolorido" como la segunda de "Te regalo mi corazón" para colocar a Los Llayras y aprovechar el éxito que ya tenían Los Askis. El título del CD menciona la fusión andina con cumbia, sin embargo aún no se le llamaba "cumbia andina" ni "cumbia andina mexicana". Con lo expuesto anteriormente, se determina que grupo comenzó con el estilo de la recién creada Cumbia Andina Mexicana que por cierto, en ese año no se le conocía así hasta la consagración en el mercado de Los Askis a lado de las otras agrupaciones que surgieron con el mismo estilo, que poco a poco, fue acuñándose el término como "Cumbia Andina" a finales de 1995 y principios de 1996.
En el año 1997 apostando AFC al éxito que creara su compañía impulsando el estilo de grupos de Cumbia Andina obtenido por ella, se atreve a lanzar al mercado más volúmenes de la serie en su momento llamada "El esperado Carnaval Tropical" que ya estaba en su volumen cinco de diversas agrupaciones como "Controversia", Luis Cardenas, "Guineo", "Los Dannys", "Reguero" que no solo grababan cumbia andina si no también salsas y finalmente "Los Kaukas" (este último que se abocaba más al estilo andino de Los Askis que ya pertenecía a Discos Sabinas) grupos de AFC que más tarde no obtendrían el éxito que tuvieron con Los Askis que abandonan a su productora meses antes, trató de sobrevivir ante la pérdida de su mejor grupo pero no tendría suerte y aparentemente desaparecería AFC años después ya que no se encuentra información de dicha productora actualmente, pero sin embargo aún se comercializan los remanentes de sus maquilas en algunas tiendas actualmente que datan de 1995 y posteriores que, actualmente ya no son reproducidas desde hace por lo menos ocho años (momento de este artículo año 2007).
Así pues, ante el poder comercial y financiero que tenía Discos Sabinas que tenía a grupos del calibre de Los Ángeles Azules que desde hacía pocos años antes pertenece a Disa bajo la línea de la cumbia con acordeón con matices de sonidera, AFC no pudo sacar a flote a los grupos que conservaba, y aparentemente desapareció del mercado discográfico de México, la pequeña compañía que sería la que impulsara la Cumbia Andina Mexicana, no solo en México si no en el extranjero había fracasado finalmente ante el embate de otras disqueras y agrupaciones de mayor calibre.

### Razones de éxito de la Cumbia Andina Mexicana
Ahora bien, el éxito obtenido por la Cumbia Andina Mexicana se debe en gran parte a que, se hizo una transferencia de ritmos folclóricos hacia la cumbia, o más propiamente regrabar folclore con base de ritmo cumbia, pero en una vertiente más autóctona y de tintes modernos por los sintetizadores principalmente, cosa que musicalmente no tiene dificultad ya que, el compás marcado por el charango en gran parte de Sayas, y Huaynos, tiene correspondencia con el ritmo base o compás de cumbia, así pues, cualquier tema de Saya o Huayno, prácticamente al traslaparle el ritmo de cumbia crea esa fusión de cumbia y folclore andino, cosa que tampoco debería ser rara ni ajena por la cuestión de que la cumbia es un ritmo de folclore de un país en el cual, aunque su ritmo de cumbia no haya nacido en los Andes, Colombia forma parte de ellos y no es de extrañar toda la cadena de hermandad musical de los países del sur desde culturas antiguas prehíspánicas que se enlazaron entre ellas extendiéndose los lazos hasta el norte del continente por el intercambio cultural antiguo de hace miles de años, (algunos intentan encontrar una estrecha relación de los purépechas de México con los pueblos indígenas del Perú, Ecuador y Bolivia y a su vez de Asia pero son algunas coincidencias en ritos y lenguaje que pudieran haber sido préstamos) aunque las culturas del sur y las del norte eran muy distintas, en el México antiguo también se utilizaban instrumentos autóctonos indígenas por las antiguas culturas indígenas mexicanas como el tlapizalli y el huéhuelt, que ahora se incluyen dentro de la Cumbia Andina Mexicana, algunos instrumentos nacionales tienen ciertas correspondencias a otros instrumentos autóctonos del sur de América.

Al principio, la parte toral del fenómeno de Cumbia Andina Mexicana fue la regrabación de Sayas, valses, y huaynos principalmente de Bolivia, país del que gran parte de los grupos de Cumbia Andina Mexicana regrabaron muchos temas de éxito, así por ejemplo los temas del grupo de neofolclore boliviano Los Kjarkas (que por ejemplo, a su vez, Perú regrabó en Cumbia Andina Peruana varios de esos temas años antes) México toma a Bolivia como influencia principal y fuente de éxito, así pues tomemos el ejemplo del tema "Negrita" de Kjarkas, regrabado en el Perú por Los Shapis en Cumbia Andina Peruana en los 80 (que posee un sonido más electrónico y no posee el uso de instrumentos autóctonos como Kjarkas), años más tarde el grupo mexicano Los Llayras, harían una regrabación de esta también basada en la versión de Los Shapis aunque instrumentalmente idéntica a la Kjarkas por el uso de los característicos instrumentos de folclore combinado con la base del arreglo hecho por Shapis, aunque como se puede ver, a grandes rasgos, el estilo es la adaptación en su mayor parte de folclore boliviano aunado al resto de los países andinos, pero también en gran medida hay influencia peruana, aunque esta no sea propiamente en estilo musical de manera directa, sino más bien, la toma del repertorio de cumbias que fueron grabadas en estilos distintos de cumbia locales del Perú, sumado al repertorio de Argentina y Chile, aunque no pasaría mucho tiempo para que estos grupos maduraran en el estilo y sonido, y no solo adaptaran temas del sur del continente e incluso del repertorio mexicano romántico o de bolero, si no que compusieran sus propios temas e incluyeran como se dijo, sonidos e instrumentos característicos del pasado indígena mexicano, plasmados por ejemplo en el tema "Cumbia Prehispánica" del también grupo mexicano Los Yes-Yes tomada del repertorio de Ismael Corchado que retrata parte de la historia del país refiriéndose a la destrucción de la civilización azteca, o los propios Los Askis con el tema "Cumbia Azteca" que rinde tributo a una antigua civilización desconocida que fundó Teotihuacán, "la tierra de los dioses", así pues, la evolución de sonidos de la Cumbia Andina Mexicana se enfilaría hacia un estilo de idiosincransia más mexicano, sin abandonar el origen musical sudamericano.

## Actualidad

### Supervivencia
Actualmente la Cumbia Andina Mexicana ha perdido fuerza debido entre otros factores a la falta de nuevas propuestas de temas musicales que sean exitosos, que ya no tienen el ímpetu de 1995 en el mercado discográfico, así como el debilitamiento natural de esta vertiente de Cumbia mexicana en el gusto del público por este tipo de variante, misma que también está siendo desplazada por el fenómeno de la Cumbia sonidera que acapara el mercado y gusto musical del mexicano del país y el extranjero, dejando de lado a la Cumbia Andina Mexicana donde aún sobreviven los rivales de antaño Los Askis y Los Llayras entre otros grupos, mientras, otros se han desintegrado o dejado de grabar de manera definitiva o separarse para formar nuevas agrupaciones. Otra característica que le ha hecho degenerarse es que ante la falta de nuevas composiciones musicales muchos grupos principalmente del Estado de Puebla realicen covers de música peruana con lo cual empieza a carecer de material original.
Aunque este par de agrupaciones aún pertenecen al movimiento de Cumbia Andina Mexicana, aparte de conservar el estilo que los caracteriza, han evolucionado en estilo y sonido, incluso por algunos momentos adaptarse a la corriente sonidera, como estrategia para mantenerse con presencia en el público, pero sin abandonar sus raíces y propuesta inicial musical.
Dentro de esta evolución, han vuelto estas agrupaciones a mirar hacia los sonidos tradicionales de la cumbia mexicana, o incluso, combinar los sonidos con otros ritmos, así Llayras prueba la inclusión de Bachata y Askis la Samba, mariachi entre otros, que parece autentificar y masificar parte del folclore continental americano en su música, desprendiéndose ambos de la tendencia que tuvieron al principio de trabajar con covers aunque esta práctica parece volver en producciones recientes.

### Rechazo y crítica por músicos folcloristas
Desde un principio, muchos músicos folclóricos del sur del continente y del propio país norteño se opusieron a la "desvirtualización" del folclore combinándolo con la cumbia, y aún fue más criticado por hacerlo músicos mexicanos, por lo que varios países del sur se mantuvieron al margen y críticos ante la música regrabada en México, más aún Bolivia alega que las regalías llegaban en "migajas" a sus autores, aunque cabe señalar que quienes hacen valer las regalías e investigaciones de pago de derechos de autor corresponden a las instituciones nacionales de compositores y protección de derecho de autor de los distintos países, pero, este fenómeno ya había sucedido en esos mismos países donde se escuchaba cumbia andina boliviana y peruana (que no repercutieron a gran escala en el norte pero si en el sur del continente) y también entre esos mismos países sus mismos grupos fueron criticados por otros músicos de otros géneros por haber "hecho un vals, huayno y saya atropicalado", así, muchos músicos por ejemplo del Ecuador critican que muchas veces se les incluya musicalmente dentro de la cumbia andina peruana cuando son folcloristas ecuatorianos, así como también grupos como Savia Andina son más incisivos críticos señalando que, la cumbia mexicana (refiriéndose en realidad a la Cumbia Andina Mexicana) y la Cumbia Villera refiriéndolas con la declaración "que no merecen ser escuchadas".
Con todo y las críticas, por su parte y por otro lado, la Cumbia Andina Mexicana se ha mantenido, con sus exponentes más fuertes hasta la fecha, así como sus raíces ascendientes de Bolivia, Ecuador, Perú y demás países andinos.

## Lista de grupos de Cumbia Andina Mexicana
Véase Anexo:Grupos mexicanos de cumbia andina mexicana
- Los Askis
- Grupo Saya
- Andikiru
- Los Llayras
- Llama y Azul
- Las Estrellas Andinas
- Los Waras
- Los Kery (antes Tlalcantzolli)
- Grupo Cervantes
- Los Yes-Yes
- Ama-Sua Boys
- Grupo Tata
- Mónica Resendiz y su grupo Illapay
- Kalimba de Perú
- Ricardo Puerta Vargas y su Reata
- Grupo Casta
- Grupo Guayno de Perú
- Sonar de cumbia

Los sonideros que fueron pioneros en colocar en el mercado este estilo en sus eventos fueron:
- Sonido Fantasma
- Perla Antillana
- Sonido Mazter
- Sonido Cóndor
- Sonido La Changa
- Sonido Gallo Negro
- Sonido La Conga
- El Oso Candela
- Sonido Caribali
- Amistad Caracas
- Sonido El Negro
- Sonido Intensidad

Entre otros.